# Walter Eisfeld
Walter Eisfeld (né le 11 juillet 1905 à Halle et mort le 3 avril 1940 à Dachau) était un officier SS allemand et commandant de camps de concentration.

## Biographie
Eisfeld a adhéré à la ligue Artamans, un mouvement völkisch de retour à la terre et au sang germaniques. Membre des Jeunesses hitlériennes dès 1923, il rejoint le parti nazi et la SA en 1925. Il quitte la SA pour rejoindre la SS en 1929 et est employé à plein temps dès 1934. En novembre 1936, il est affecté à la 7e SS-Standarte "Fritz Schlegel", puis nommé au camp de concentration de Dachau en 1937. Nommé à Sachsenhausen en 1938, il monte rapidement en grade jusqu'à devenir Schutzhaftlagerführer du camp. Il est alors envoyé en Silésie pour étudier les possibilités d'implantation de nouveaux camps. C'est contre son avis qu'un site est choisi à Auschwitz. Promu au grade de Sturmbannführer, Eisfeld succède à Hermann Baranowski comme commandant du camp de Sachsenhausen en septembre 1939. Il ne réussit pas à ce poste : Himmler fait une visite au camp au début de l'année 1940 et constate des problèmes disciplinaires avec les gardes. Eisfeld est remplacé par Hans Loritz et nommé commandant du camp de Neuengamme, qui est à l'époque un camp extérieur du camp de Sachsenhausen. Eisfeld meurt subitement à Dachau, alors qu'il assistait à une cérémonie au cours de laquelle devait lui être remis le symbole d'argent du parti.